# Facundo Hernán Quiroga
Facundo Hernán Quiroga (San Luis, 10 gennaio 1978) è un ex calciatore argentino, di ruolo difensore.

## Carriera

### Club
Quiroga inizia la sua carriera nel Newell's Old Boys nella Primera División (Argentina) nel 1997. Nel 1998 fu messo sotto contratto nella squadra portoghese dello Sporting Lisbona, in cui militò tra il 1998 e il 2004, periodo intervallato da un prestito di una stagione al Napoli nella stagione 2000-2001.
Nel 2004 si è trasferito al Wolfsburg, raggiungendo i diversi argentini (Andrés D'Alessandro, Diego Klimowicz, Juan Carlos Menseguez) che lì militavano. Nel 2008 è tornato in patria, al River Plate.

### Nazionale
Conta 16 presenze con la Nazionale argentina, con cui ha partecipato alla Copa América 2004.

## Palmarès

### Club

#### Competizioni nazionali
- Campionato portoghese: 2

Sporting Lisbona: 1999-2000, 2001-2002
- Coppa del Portogallo: 1

Sporting Lisbona: 2001-2002
- Supercoppa di Portogallo: 1

Sporting Lisbona: 2002